# Naves (Corrèze)
Naves is een gemeente in het Franse departement Corrèze (regio Nouvelle-Aquitaine). De plaats maakt deel uit van het arrondissement Tulle. Naves telde op 1 januari 2022 2.318 inwoners.

## Geografie
De oppervlakte van Naves bedroeg op 1 januari 2022 35,93 vierkante kilometer; de bevolkingsdichtheid was toen 64,5 inwoners per km².
De onderstaande kaart toont de ligging van Naves met de belangrijkste infrastructuur en aangrenzende gemeenten.

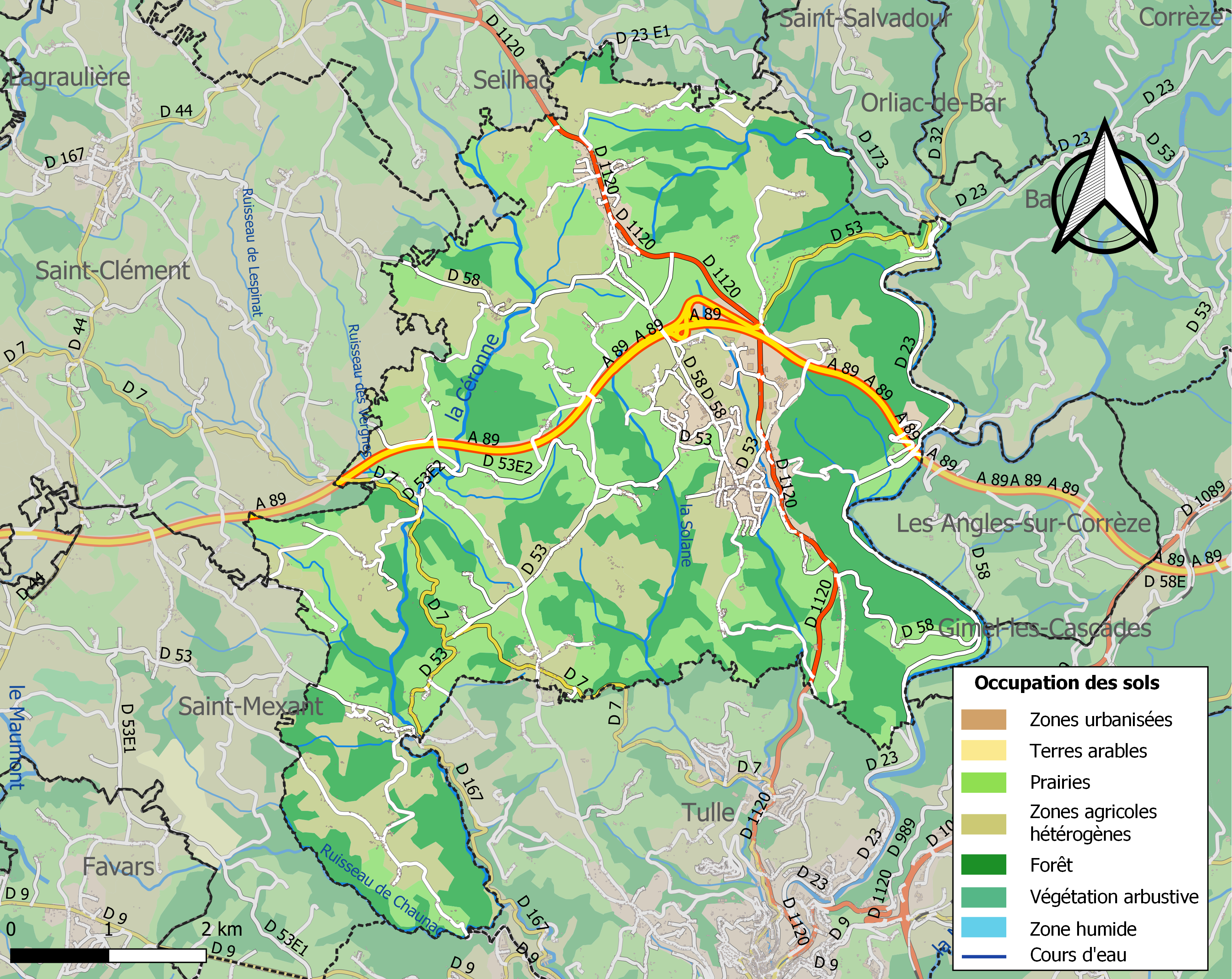

## Demografie
Onderstaande figuur toont het verloop van het inwonertal (bron: INSEE-tellingen).